# L'educació sentimental
L'educació sentimental (en francès, L'Éducation sentimentale) és una novel·la de Gustave Flaubert publicada l'any 1869. És una obra de maduresa elogiada en el seu moment per autors contemporanis com George Sand o Émile Zola, i avui és considerada una de les novel·les més influents del segle xix. L'obra fou traduïda al català l'any 1982 de la mà de Pere Gimferrer i Miquel Martí i Pol, i es publicà dins la col·lecció "Les millors obres de la literatura universal" d'Edicions 62.
Estructurada en tres parts, la novel·la tracta sobre la vida i les relacions socials i amoroses de Frédéric Moreau, un jove que arriba a París per estudiar Dret poc abans de l'esclat de la Revolució francesa de 1848 i l'establiment del Segon Imperi Francès. Allà s'enamora d'una dona més gran que ell i ben instal·lada en l'entorn social burgès, de tal manera que la novel·la ressegueix els intents del protagonista tant per seduir-la com per fer-se un lloc en l'alta societat del moment, els quals es combinen amb diversos girs argumentals i narratius.
L'obra inclou diverses pinzellades de caràcter biogràfic, en tant que Flaubert va basar moltes de les experiències del protagonista —com la seva passió per una dona casada més gran que ell— en la seva pròpia vida. A més, Marie Arnoux, la dona de qui Frédéric Moreau s'enamora, està inspirada en l'esposa de l'editor musical Maurice Schlesinger, que a la novel·la és retratat com Jacques Arnoux. La novel·la és a vegades és irònica i pessimista, i critica la societat francesa i els arquetips que la conformaven amb altes dosis de sarcasme. Pierre Bourdieu es basà en aquesta novel·la per a elaborar la seva cèlebre teoria del camp literari.